# Pterolophia izumikurana
Pterolophia izumikurana là một loài bọ cánh cứng trong họ Cerambycidae.